# Euptychia picea
Euptychia picea es una especie de insecto lepidóptero de la familia Nymphalidae. Habita en Brasil.